# Thymus haussknechtii
Thymus haussknechtii — вид рослин родини глухокропивові (Lamiaceae), ендемік Туреччини.

## Опис
Карликовий Чагарник, формує великі килими. Квіткові стебла стрункі, від прямовисних до висхідних, з деревних базальних гілок 3–10 см, з короткими волосками. Листки 6–10 x 1–2.5 мм, вузькі з широким закругленим кінцем, блідо-сірувато-зеленого кольору; масляні крапки численні, ±безбарвні; головна жилка бліда знизу; бічні жилки не видні. Листки пахвових пучків присутні в нижній частині, 3.5–4 x 0.6–0.8 мм, мають широкий, закруглений кінець. Краї листків плоскі.
Суцвіття — нещільні кількаквіткові голови. Приквітки листоподібні, 4.5–6.5 x 1.2–2 мм, ланцетно-еліптичні, верхівки округлі, основа широка, з 2 парами видимих бічних жилок. Чашечка дзвоноподібна, 3–4 мм, волосата, губи рівні або верхня губа трохи коротша, верхні зуби 0.6–0.8 мм. Віночок білий, до 4–6 мм.

## Поширення
Ендемік Туреччини.
Населяє кам'янисті схили на висотах 680–1600 м.